# John-Nirenberg-Ungleichung
Die John-Nirenberg-Ungleichung ist eine Abschätzung, die nach Fritz John und Louis Nirenberg benannt ist. Sie beschreibt, wie weit eine zum BMO-Raum gehörende Funktion von ihrem Durchschnitt um einen bestimmten Betrag abweichen darf. Dabei kann man die folgenden zwei Sätze unterscheiden.

## Allgemeine Bemerkungen
Es sei {\displaystyle Q_{0}} ein achsenparalleler Würfel im {\displaystyle \mathbb {R} ^{N}}.
Für eine integrierbare Funktion {\displaystyle \mu \colon Q_{0}\rightarrow \mathbb {R} ^{N}} setzt man
{\displaystyle [\mu ]_{*}=[\mu ]_{*,Q_{0}}:=\sup _{Q\subset Q_{0}}\int _{Q}^{}\left|\mu (x)-\mu _{Q}\right|\mathrm {d} x},
wobei das Supremum über alle achsenparallele Würfel {\displaystyle Q\subset Q_{0}} gebildet wird und
{\displaystyle \mu _{Q}:={\frac {1}{|Q|}}\int _{Q}\mu (x)\mathrm {d} x}
für den Durchschnittswert von {\displaystyle \mu } auf dem Würfel {\displaystyle Q} steht.
Dann ist {\displaystyle [\cdot ]_{*}=[\cdot ]_{*,Q_{0}}} eine Halbnorm, die sogenannte BMO-Halbnorm, und man bezeichnet mit {\displaystyle BMO\left(Q_{0},\mathbb {R} ^{N}\right)} den Raum aller {\displaystyle \mu \in L^{1}\left(Q_{0},\mathbb {R} ^{N}\right)} mit {\displaystyle [\mu ]_{*}<\infty }. Außerdem definiert man für {\displaystyle \mu \in BMO\left(Q_{0},\mathbb {R} ^{N}\right),\sigma >0} und {\displaystyle Q\subset Q_{0}} die Teilmenge
{\displaystyle \Gamma _{\sigma ,Q}(\mu ):=\left\{x\in Q:\mid \mu (x)-\mu _{Q}\mid >\sigma \right\}}
aller {\displaystyle x\in Q}, deren Funktionswert {\displaystyle \mu (x)} um mehr als {\displaystyle \sigma } vom Mittelwert der Funktion abweicht.

## John-Nirenberg I
Es gibt zwei positive Konstanten {\displaystyle \alpha } und {\displaystyle A}, welche nur von der Dimension {\displaystyle N} abhängen, sodass für alle {\displaystyle \mu \in } {\displaystyle BMO\left(Q_{0},\mathbb {R} ^{N}\right)} und {\displaystyle \sigma >0} gilt:
{\displaystyle \left|\Gamma _{\sigma ,Q_{0}}(\mu )\right|\leqslant A\exp \left({\frac {-\alpha \sigma }{[\mu ]_{*,Q_{0}}}}\right)\left|Q_{0}\right|}

### Bemerkung
Als direkte Folgerung ergibt sich nun eine {\displaystyle L^{p}}-Abschätzung für Funktionen beschränkter mittlerer Oszillation:
Ist {\displaystyle \mu \in BMO\left(Q_{0},\mathbb {R} ^{N}\right)}, so gilt {\displaystyle \mu \in L^{p}\left(Q_{0},\mathbb {R} ^{N}\right)} für alle {\displaystyle p\geq 1} und für jeden achsenparallelen Würfel {\displaystyle Q\subset Q_{0}} erhält man:
{\displaystyle \int _{Q}^{}\mid \mu -\mu _{Q}\mid ^{p}dx\leqslant C[\mu ]_{*,Q}^{p}}
mit einer Konstante {\displaystyle C=C(p,\alpha ,A)}.

## John-Nirenberg II
Angenommen für {\displaystyle \mu \in L^{1}\left(Q_{0},\mathbb {R} ^{N}\right)} existieren Konstanten {\displaystyle k>0} und {\displaystyle p>1}, sodass jede Zerlegung {\displaystyle \left(Q_{j}\right)_{j\in \mathbb {N} }} von {\displaystyle Q_{0}} im Würfel {\displaystyle Q_{j}} mit paarweise disjunktem Inneren (also {\displaystyle {\dot {Q}}_{j}\cap {\dot {Q}}_{i}=\varnothing } mit {\displaystyle i\neq j}) gilt:
{\displaystyle \sum \limits _{j=1}^{\infty }\left|Q_{j}\right|\left(\int \limits _{Q_{j}}^{}\left|\mu -\mu _{Q_{j}}\right|dx\right)^{p}\leqslant k^{p}}
Man bezeichne nun mit {\displaystyle [\mu ]_{p,Q_{0}}} die kleinste Konstante, für welche diese Eigenschaft erfüllt ist. Dann gilt mit einer Konstante {\displaystyle A=A(\mu ,p)}:
{\displaystyle \left|\Gamma _{\sigma ,Q_{0}}(\mu )\right|=\left|\left\{x\in Q_{0}:\left|\mu (x)-\mu _{Q_{0}}\right|>\sigma \right\}\right|\leqslant A\left({\frac {[\mu ]_{{p},Q_{0}}}{\sigma }}\right)^{p}}